# Epistemologia operativa
Epistemologia operativa è un termine coniato agli inizi degli anni ottanta, nel contesto teorico della "Psicologia Culturale", da Donata Fabbri e Alberto Munari, psicologi ed epistemologi, per designare una strategia di esplorazione attiva dei processi di costruzione della conoscenza, finalizzata innanzi tutto alla presa di coscienza dei propri processi cognitivi da parte del soggetto operante e conseguentemente ad una riflessione generale sulle modalità di elaborazione e di uso della conoscenza e della cultura. Suoi ambiti di applicazione sono la ricerca sui processi cognitivi e le strategie di intervento in ambito formativo. 

## Il quadro teorico
Lo sviluppo attuale delle scienze cognitive, malgrado queste siano costituite da molteplici e diverse correnti, a volte addirittura contraddittorie o antagoniste fra loro, appare convergere verso un'immagine della conoscenza profondamente diversa rispetto alle concezioni elaborate sinora dalla scienza moderna. 
Da questa immagine, la conoscenza appare non più come una riproduzione di una qualche "realtà" ad essa esterna, ma piuttosto come la riproduzione continua e su tutti i livelli di sé stessa (cfr. von Foerster, 1984; Maturana & Varela, 1984; e anche l'ultimo Jean Piaget, 1975, 1976, 1981-83; Piaget & Garcia, 1983, 1987). Il punto cruciale risiede quindi nel mutamento fondamentale di paradigma: conoscenza come autopoiesi (Maturana & Varela, 1980), non come "ri-produzione". 

### Le implicazioni pedagogiche
Se si considera la conoscenza non come la "ri-produzione" di una "realtà" a lei estranea e da lei indipendente, ma invece come la produzione autonoma delle proprie forme organizzative, ad ogni livello di organizzazione, allora appaiono subito come discordanti e contraddittori tutti quei sistemi formativi animati dal comune progetto di trasmettere o comunque di trasportare degli "elementi" conoscitivi da un luogo "esterno" e "oggettivo", spesso identificato con la realtà fattuale o con il sapere istituzionalizzato, ad un luogo "interno" e "soggettivo", situato di norma nella persona dell'allievo o del formando.
Il considerare la conoscenza come una forma di autopoiesi può portare a pensare anche in termini di morfogenesi (Rupert Sheldrake, 1981), e a ricercare dunque nelle caratteristiche di questo processo cognitivo i princìpi di fondo che potrebbero ispirare le strategie di formazione.

## I princìpi metodologici
Una strategia formativa che sia coerente con una concezione morfogenetica e autopoietica della conoscenza dovrebbe presentare determinate caratteristiche.
Innanzi tutto essa dovrebbe partire dalla conoscenza già presente nel soggetto, e non da conoscenze elaborate e situate altrove. Inoltre, essa dovrebbe porsi come obiettivo principale l'emergenza di forme di organizzazione concettuale, piuttosto che la trasmissione di contenuti specifici: questi ultimi infatti non rappresentano nulla senza l'"in-formazione", cioè la "messa in forma" fornita da quelle organizzazioni. 
Ma come fare affinché emergano certe forme specifiche di organizzazione concettuale?  Secondo R. Sheldrake, bisogna cercare di capire e di individuare quali sono i "campi morfogenetici" che più favoriscono l'emergenza di quelle forme. Una volta individuati quei campi, si tratta allora di allestire il contesto materiale, spaziale e temporale in seno al quale si è deciso di agire, in modo che questo riproduca e riproponga, con tutti i mezzi possibili, quegli stessi campi ed anche un buon numero di altri campi a loro simili, ma situati a livelli diversi di realtà. In tal modo si viene a creare una forte e coerente "risonanza morfica" che aumenterà le probabilità di emergenza delle forme volute, ed il loro successivo mantenimento.
Il formatore non sarà quindi più un "fabbricante", un "venditore" o un "rappresentante" di saperi, ma piuttosto un regista, un allestitore, uno scenografo di spazi, di tempi e di azioni che permettano l'emergere di nuove forme organizzative della conoscenza. 

### I Laboratori di Epistemologia Operativa
Sulla base di questi princìpi Fabbri e Munari hanno messo a punto una strategia di intervento formativo alla quale hanno dato il nome di “LEO: Laboratorio di Epistemologia Operativa”. 
Essendo basata direttamente sull'azione, l'epistemologia operativa richiede innanzi tutto una scelta oculata del tipo d'azione da mettere in opera, al fine di massimizzare le probabilità di realizzazione degli obiettivi prefissati. Non tutte le attività, in effetti, si prestano altrettanto bene a promuovere la presa di coscienza dei processi cognitivi. In particolare, è importante che le attività proposte non convergano verso un'unica soluzione, affinché possano effettivamente emergere i processi di elaborazione delle conoscenze. 
Quindi l'epistemologia operativa non propone situazioni sperimentali in un'ottica di "risoluzione di problemi" ma suggerisce invece attività in una prospettiva di esplorazione psicogenetica, che siano delle piste per ri-esteriorizzare trame concettuali nascoste e risalire quindi attraverso esse alla genesi dei processi cognitivi.  
Infatti, un'attività che converga verso un'unica soluzione, riconosciuta universalmente come la risposta "giusta" al problema posto, può essere utile in certi casi per verificare delle conoscenze acquisite, ma è poco interessante per studiare i processi cognitivi: essa si esaurisce rapidamente nella ricerca di quella risposta che, una volta trovata, chiude ogni altra discussione e impedisce così l'accesso al percorso che è stato usato per arrivarvi. 
Un'attività invece che accetti più soluzioni, tutte ugualmente plausibili, offre molte occasioni di confronto fra diversi percorsi alternativi; quando poi una soluzione è individuata, la discussione non è chiusa, perché altre soluzioni valide potrebbero essere esaminate ancora. In una tale situazione l'attenzione non si concentra più esclusivamente sulla ricerca della risposta "giusta", ma viene anche portata sui vari percorsi, sui processi di elaborazione cognitiva e di argomentazione che sostengono e legittimano la soluzione proposta. 
Inoltre, la problematica trattata, il contesto nozionistico al quale l'azione fa riferimento deve situarsi sufficientemente lontano dalle competenze presenti presso i formandi. I processi di interiorizzazione e di automatizzazione che portano dal gesto alla parola, dall'attività al concetto, valgono evidentemente anche per quell'insieme di conoscenze specifiche che costituiscono le competenze professionali o comunque specialistiche. Così, come è necessario disturbare l'automatismo della parola forzandola a ridiventare gesto, allo stesso modo è necessario, se si vuole far apparire i processi cognitivi sottostanti, disturbare le competenze acquisite obbligandole a misurarsi con problemi che si situano al di fuori o almeno alla frontiera dei campi conosciuti. È stato ad esempio quando i sociologi, gli psicologi e gli economisti hanno cominciato, circa mezzo secolo fa, a porre al matematico dei problemi ai quali la sua matematica non sapeva ancora rispondere, che la formalizzazione logico-matematica e soprattutto i metodi di analisi statistica hanno allora compiuto i progressi più importanti di questi ultimi secoli. 
Lo stesso vale anche nel caso dell'epistemologia operativa: se si vuole veramente far emergere i processi di costruzione della conoscenza e non soltanto una lista di risposte "giuste" e standardizzate, se si vuole effettivamente far progredire il soggetto conoscente nell'elaborazione della propria conoscenza, invece di fargli semplicemente applicare gli automatismi cognitivi che già possiede, allora si devono proporre attività concrete che sollevino però delle problematiche situate sufficientemente lontano dalle competenze ch'egli possiede. Non troppo lontano, altrimenti non riuscirà nemmeno a percepirle; ma neanche troppo vicino, altrimenti vorrà trattarle con strumenti e certezze già provati, con risposte già verificate, senza ricercarne altre. 
Si tratta quindi di trovare, di caso in caso e in funzione delle competenze effettivamente presenti, la "giusta distanza". Ovviamente non si possono definire regole generali che definiscano la "giusta distanza", perché tutto dipende dall'interazione tra il contesto particolare nel quale si opera, la tematica che si vuole esplorare e il tipo di persone coinvolte. Ma anche in questo caso, come in quello della ricerca delle operazioni cruciali da indagare, le conoscenze della psicoepistemologia genetica piagetiana possono servire da utile riferimento. 
Le attività proposte dall'epistemologia operativa portano a coinvolgere ed interpellare il rapporto con il sapere. In effetti, promuovere la presa di coscienza e la riflessione sui propri processi cognitivi vuol dire anche e necessariamente esaminare la natura del rapporto che si ha con la conoscenza. Di fatto, ogni qualvolta si richiede a qualcuno di rispondere ad un quesito, lo si obbliga anche a posizionarsi non soltanto nei confronti del quesito stesso, ma anche, e simultaneamente, del campo disciplinare al quale si riferisce, dei criteri di pertinenza delle conoscenze che intende usare, delle norme e dei valori che accetta o trasgredisce, del rapporto sociale che intrattiene con chi gli pone la domanda, del proprio percorso e della propria identità personale, cognitiva e culturale. 
I Laboratori LEO sono dunque costituiti da materiali, spazi, tempi e attività concrete, individuali e di gruppo, organizzate in modo tale da massimizzare, presso chi vi partecipa, la probabilità di emergenza di determinate forme di organizzazione della conoscenza. Forse la caratteristica più originale è la particolare attenzione rivolta all'allestimento simultaneo di più campi morfogenetici omogenei ma situati a più livelli: dal concreto all'astratto, dall'azione alla riflessione, dal letterale al metaforico. Un'altra caratteristica importante dei LEO è l'uso della metafora, intesa non tanto come figura di stile ma piuttosto come vero e proprio strumento cognitivo (Boyd & Kuhn, 1983; Fabbri, 2004; Ortony, 1979). Oltre a questi diversi livelli di sperimentazione, la situazione prevede anche la realizzazione, sempre in parallelo, di diversi livelli simultanei di osservazione, allo scopo di moltiplicare le possibilità di meta-riflessione.
Il LEO si differenzia però da quelle situazioni di apprendimento note sotto il nome di "metacognizione", in quanto queste ultime mirano, attraverso l'esercizio cosciente di alcuni comportamenti cognitivi, ad un miglioramento delle prestazioni nella risoluzione di problemi. L'epistemologia operativa mira invece, più che all'esercizio cosciente, alla reale presa di coscienza; e non tanto dei processi cognitivi di per sé, quanto piuttosto del rapporto che si elabora con essi. Il suo obiettivo formativo riguarda l'esperienza della conoscenza, piuttosto che la prestazione cognitiva; esso tocca l'identità cognitiva della persona, permettendole con questo di capire ed organizzare meglio quanto sta conoscendo o conoscerà, dandole quindi la capacità di contestualizzare meglio anche il bagaglio di conoscenze o abilità apprese in precedenza.
In definitiva la finalità educativa dell'epistemologia operativa è, in senso lato, quella di rendere il soggetto che apprende o che si forma, più autonomo, più preparato e più responsabile dal punto di vista cognitivo. 
In conclusione, come dice G. Scaratti (1998): "l'attenzione è portata sugli aspetti di costruzione in gioco (Fabbri, 1994), studiando l'emergenza di forme di organizzazione concettuale attraverso la strutturazione di set materiali, spaziali e temporali che riproducono e ripropongono, con diverse modalità, i campi specifici e tipici dell'operatività dei soggetti. I significati sociali vengono così colti attraverso l'osservazione di tre momenti inseparabili in ogni atto conoscitivo: 'sapere una cosa' (episteme-conoscenza), 'sapere come farla' (techne-abilità), 'sapere se è giusta' (arete-virtù) (Munari, 1993). Si realizzano pertanto dei Laboratori di Epistemologia Operativa centrati sul sapere colto nel quotidiano, nell'azione, nell'operatività. (....) Sono così sollecitate determinate forme di organizzazione della conoscenza in cui è possibile rilevare l'attivazione di più campi morfogenetici (concreto/astratto; azione/riflessione; letterale/metaforico), attraverso il dominio dell'interazione linguistico-sociale" (p. 46).